# Михайло Олександр Четвертинський
Михайло Олександр (* 19 вересня 1741 — † 7 липня 1796, Варшава) — найстарший син князя Владислава Гавриловича та його дружини Катерини Радзиміньської, брат чернігівського каштеляна Феліціяна. Хорунжий полку гвардії ВКЛ, в 1768 році флігельад'ютант короля, потім ротмістр народової кавалерії. Посол сейму 1773 року, засідатель сеймової делегації з Антонієм Св.-Четвертинським. Через особистий інтерес спочатку не протидіяв реформам. Був противником конституції 3 травня 1791, у Львові агітував за Тарговицьку конфедерацію. Житомирський староста за рішенням сейму 1773-75 років отримав посаду посіданням «емфітевтичним» разом з посадою старости тушинського та війтівствами. Був власником Губина (Волинське воєводство).